# Cyperus chersinus
Cyperus chersinus là một loài thực vật có hoa trong họ Cói. Loài này được (N.E.Br.) Kük. mô tả khoa học đầu tiên năm 1936.